# Jörg-Werner Schmidt

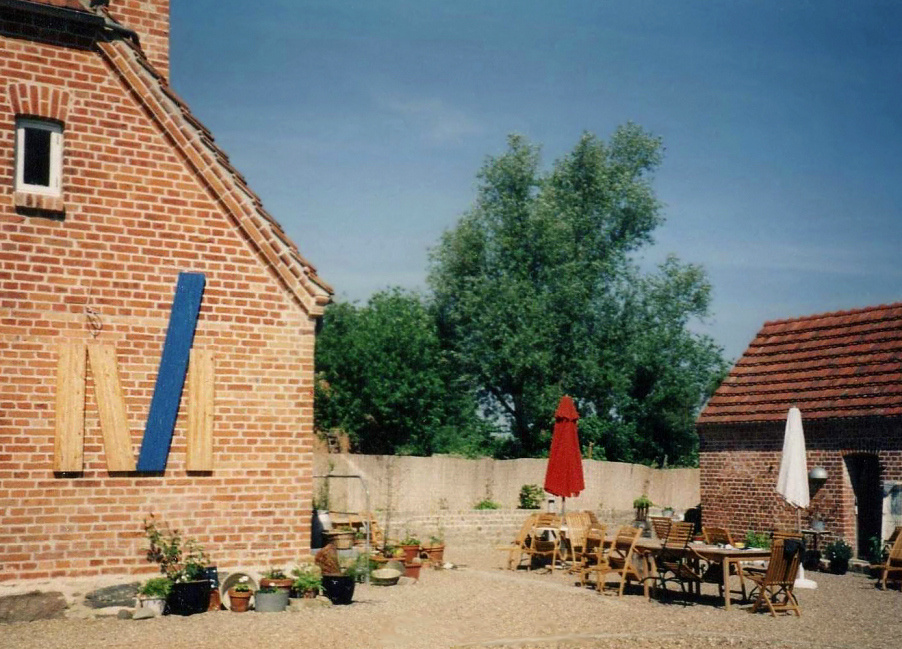
Museum für moderne Kunst, das Atelier von Jörg-Werner Schmidt in Mittelhof

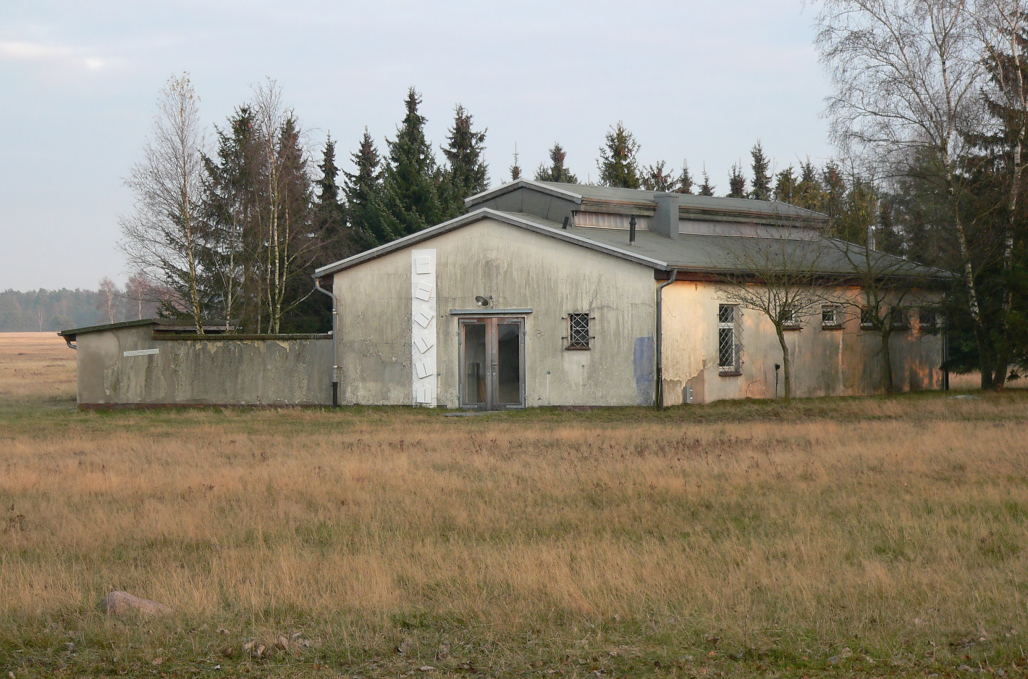
Atelier von Jörg-Werner Schmidt im Camp Reinsehlen, 2011

Jörg-Werner Schmidt (* 1941 in Schneidemühl; † 2010) war ein deutscher Installationskünstler und Maler. Er unterhielt Ateliers in Mittelhof und im Camp Reinsehlen.

## Leben und Wirken

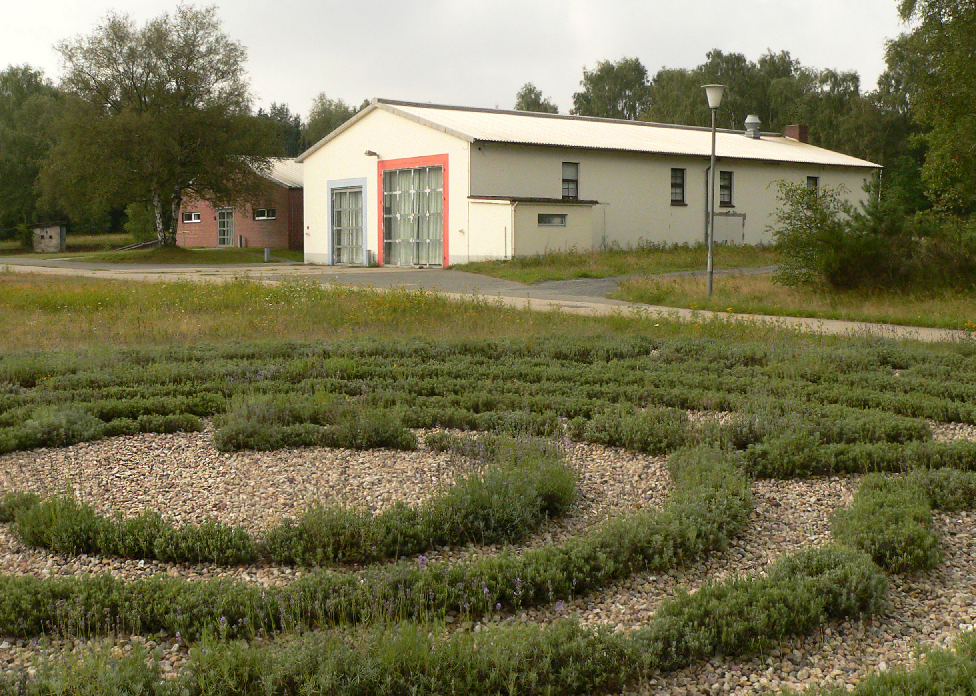
Das von Jörg-Werner Schmidt entworfene Lavendel-Labyrinth im Camp Reinsehlen

Der Vater von Jörg-Werner Schmidt fiel während des Zweiten Weltkriegs am D-Day in der Normandie als Soldat bei der Landung der Alliierten. Durch den frühen Verlust seiner Heimat Pommern infolge des Krieges sah Schmidt sich selbst als seelisch und räumlich entwurzelt an. Als Kind lebte er mit seiner Familie eine Zeitlang in Unterlüß. Später war er beruflich im kaufmännischen Bereich tätig. Er war zweimal verheiratet und hatte drei Töchter. Nach langjähriger Berufstätigkeit veräußerte Jörg-Werner Schmidt sein Unternehmen, um ab 1990 seinen künstlerischen Neigungen nachzugehen. Zunächst eröffnete er in seinem Wohnort Tutzing eine Galerie, widmete sich aber zunehmend eigenen künstlerischen Vorhaben. 1991 schuf er als erste Plastik einen Lattenmenschen. Zu dieser Zeit setzte eine Phase mit intensiver künstlerischer Arbeit ein. Sein Gesamtwerk umfasst Malerei, Plastiken sowie Installationen und Land Art.

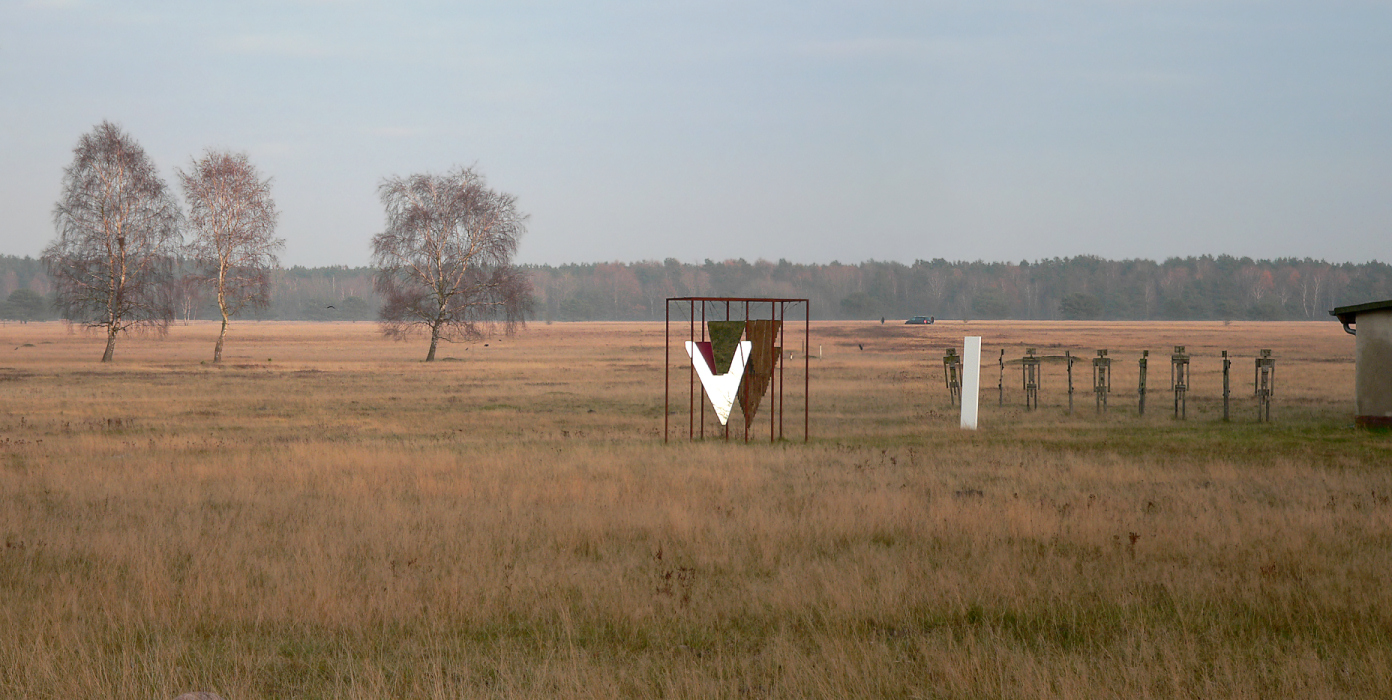
Installation Minotauren neben dem Atelier in der Landschaft von Camp Reinsehlen

In Jesteburg, das Schmidt durch eine Urlaubsreise kennengelernt hatte, bekam er 1991 eine Werkstatt zur Vorbereitung einer Kunstausstellung zur Verfügung gestellt. 1991 richtete er sich in Mittelhof in Mecklenburg ein Atelier und eine Kunstbegegnungsstätte ein. Seine erste Ehefrau Barbara betrieb dort bis zum Jahr 2007 eine Malschule und ein Restaurant. 2001 und 2002 erhielt Schmidt Arbeitsstipendien in der Kartause Ittingen in der Schweiz. 2004 bezog er ein Atelier auf dem ehemaligen britischen Militärgelände des Camp Reinsehlen in der Lüneburger Heide, das er sich in einem früheren Pferdestall einrichtete. Auf dem großflächigen und bereits vom Militär verlassenen Gelände erschloss er sich einen Kunstraum durch das Aufstellen seiner Werke.

## Material
Jörg-Werner Schmidts bevorzugtes Material war Holz, vor allem unbehandelte Dachlatten von Kiefer, Fichte und Lärche im Format 2,5 × 5 cm. Das Holz aus der jeweiligen Region ließ er sich in Sägewerken für seine Zwecke zurechtsägen. Die intensive Beziehung zum Werkstoff Holz beruhte darauf, dass er als Kind auf dem Sägewerksgelände seines Großvaters in Pommern gespielt hatte und die sinnlichen Erfahrungen, wie Gerüche und Geräusche, ihm in Erinnerung geblieben waren.
Als weitere Materialien sind bei Jörg-Werner Schmidt später Glas, Acryl und Stahl hinzugekommen, die auf Karton und Holz Verwendung fanden.

## Werke
Die Kunstwerke von Jörg-Werner Schmidt stehen in Privatbesitz oder finden sich zum Teil noch an den Orten, an denen sie von ihm aufgestellt wurden. Dies ist an zahlreichen Orten in Deutschland der Fall. Öffentlich ausgestellt sind vor allem Werke auf dem ehemaligen Militärgelände des Camp Reinsehlen. Sein Atelier dort, das er bis zu seinem Tod 2010 betrieb, wurde 2012 in eine Tagungsstätte umgestaltet.

### Lattenmensch

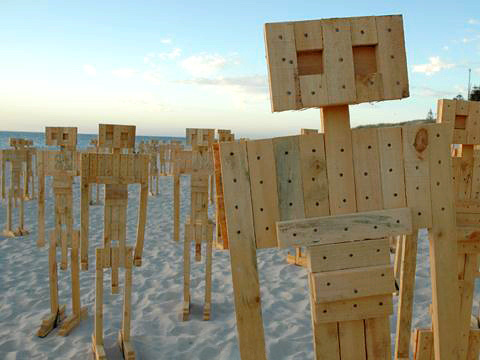
Eine Gesellschaft von Lattenmenschen am Strand in Western Australia

Zu Beginn seines künstlerischen Schaffens entwickelte Jörg-Werner Schmidt die Figur des Lattenmenschen. Dabei handelt es sich um flache Figuren mit menschlichen Konturen in Lebensgröße. Schmidt verwendete dafür, wie bei den meisten seiner Werke, Dachlatten aus unbehandeltem Nadelholz. Die einzelnen Latten sind durch Nägel, Schrauben und Leim miteinander verbunden.
Den ersten Lattenmenschen schuf Schmidt 1991 im Keller seines Wohnhauses in Tutzing. Kurze Zeit später entstanden sechs weitere Plastiken dieser Art. Die Gruppe von sieben Lattenmenschen stellte er in Tutzing und München öffentlich aus. 1997 vergrößerte er die Gruppe der Lattenmenschen auf über 100 Holzplastiken, die bis zum Jahre 2009 an 22 Orten zu sehen waren. Laut Schmidt entfalten die Figuren erst in der Vielzahl als Gesellschaft ihre stärkste künstlerische Wirkung. Im Laufe der Ausstellungsjahre reduzierte sich die Zahl der Figuren dadurch, dass einige an Aufstellungsorten verblieben oder zerstört wurden.

### Ausstellungsorte der Lattenmenschen

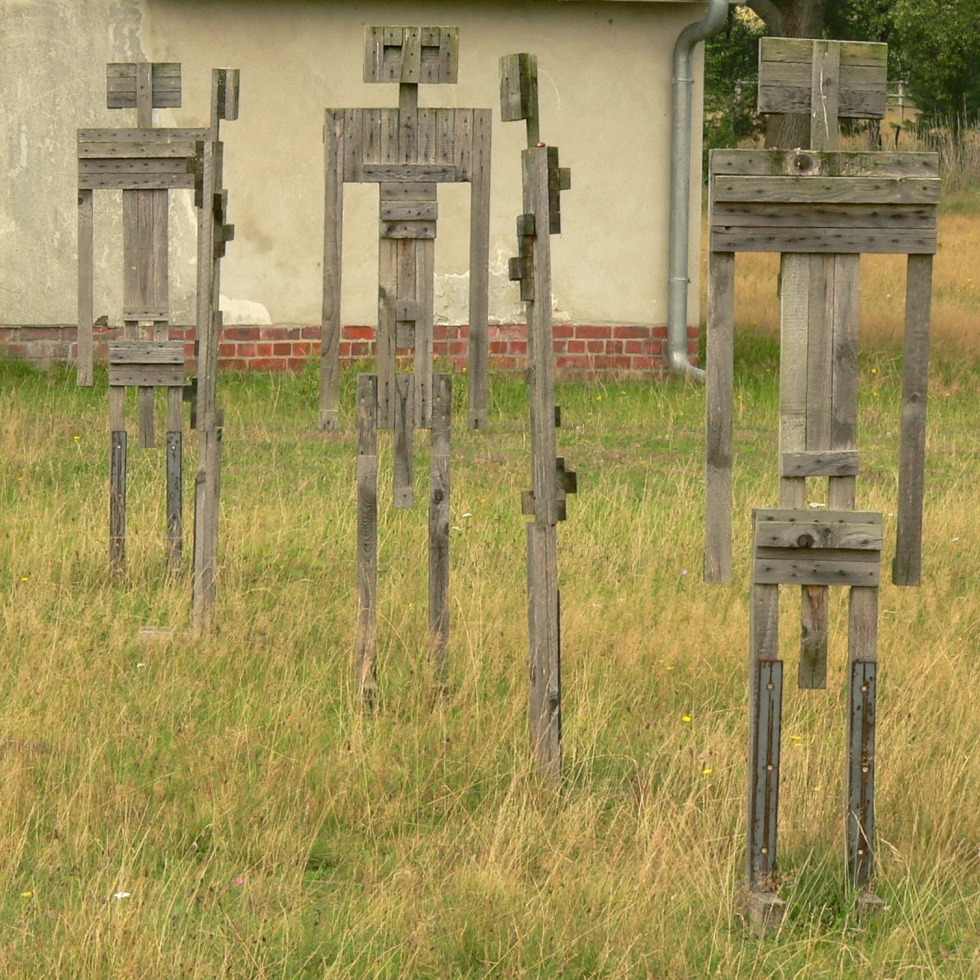
Lattenmenschen im Camp Reinsehlen

Installationen mit der Holzplastik des Lattenmenschen als Gesellschaft in unterschiedlicher Anzahl fanden statt in:
- Buchet in der Eifel
- Bad Homburg vor der Höhe
- Camp Reinsehlen
- Frankfurt am Main
- Freudenberg
- Göhren-Lebbin
- Hamburg
- Jesteburg
- München
- Mittelhof in Mecklenburg
- Radolfzell
- Schwerin
- Tutzing
- Varchentin in Mecklenburg
- Wiesbaden
- Aarhus/Dänemark
- St. Georgen/Österreich
- Bad Ragaz/Schweiz
- Pontresina/Schweiz
- Zürich/Schweiz
- Cottesloe/Western Australia
- Jurien Bay/Australien

### Stuhlreihen
Ein weiteres Hauptthema des Künstlers waren Stuhlreihen. Dabei handelt es sich um Installationen mit aneinander gefügten oder einzeln stehenden Stühlen aus Holzlatten mit hoher Rückenlehne, die an einen Thron erinnern. Der Künstler reflektierte mit dem Gegenstand die abendländische Kulturgeschichte des Stuhls. Er bietet Menschen Halt und Stütze bei verschiedenen Tätigkeiten wie Warten, Regieren, Essen, Schreiben, Lesen. Im mecklenburgischen Dorf Mittelhof stellte er einen Stuhlkreis mit zwölf einzelnen Stühlen auf, in dessen Zentrum eine Linde gepflanzt wurde. Im Park von Schloss Blücher in Göhren-Lebbin platzierte Schmidt 1996 einen Stuhlkreis mit 117 Stühlen. Die Installation wurde 1998 wegen der Entstehung der touristischen Anlage Land Fleesensee abgebaut und zum Teil nach Schloss Wrodow und Camp Reinsehlen verlagert.

### Knickpyramide
Die im Camp Reinsehlen im Jahre 2007 aufgestellte Knickpyramide entstand nach dem Vorbild der Knickpyramide von Dahschur. Sie besteht aus Holzlatten, für die 50 Baumstämme von Douglasien und Lärchen aus dem Bereich des Forstamtes Sellhorn bei Bispingen gefällt wurden. Die quadratische Grundfläche der Pyramide hat eine Seitenlänge von 10,8 Meter. In 2,2 Meter Höhe knickt die 5,2 Meter hohe Pyramide nach innen ab. Ursprünglich drang durch die Lattenzwischenräume der Pyramide ein warmer Lichtschein und eine Klanginstallation gab einen unterschiedlich starken Klang ab. 2011 waren diese Funktionen nicht mehr in Betrieb. Ursprünglich hatte Schmidt eine unterirdisch begehbare Kunstgalerie unter der Pyramide geplant, was aus Kostengründen nicht umgesetzt wurde.

### Zwischenräume

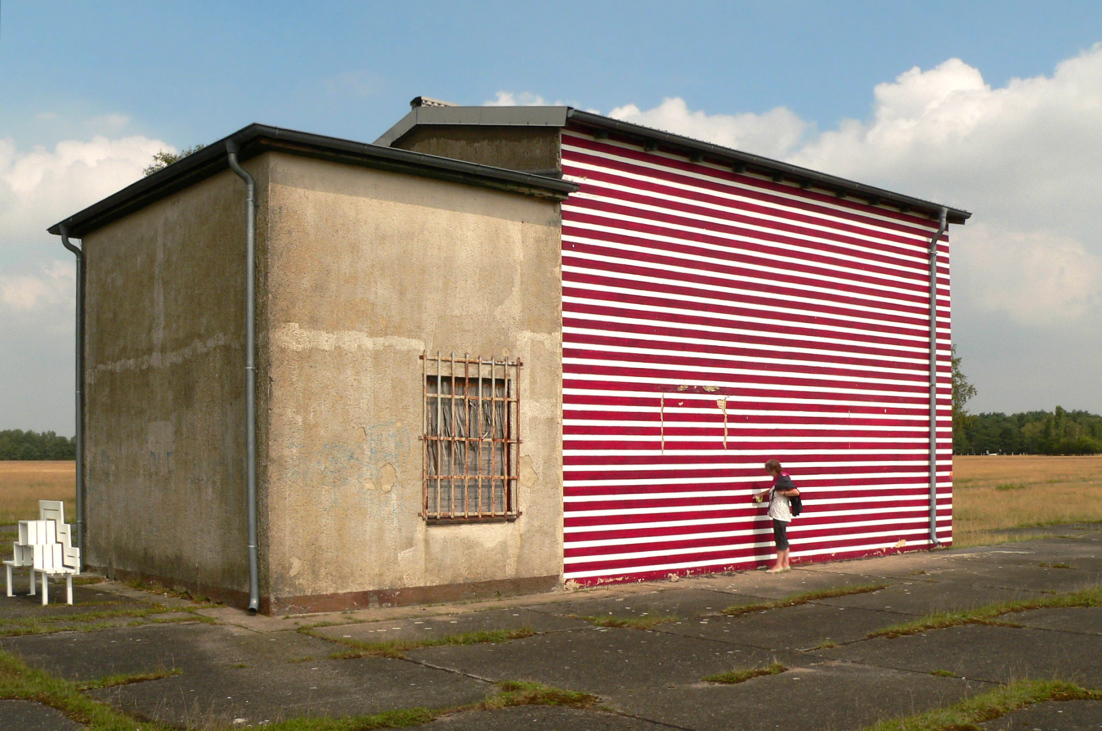
Zwischenräume

Die erste öffentliche Arbeit Jörg-Werner Schmidts im Camp Reinsehlen war das Bild Zwischenräume auf dem Transformatorengebäude. Da es sich etwa in der Mitte des großen Freigeländes befindet, ist es von weit her sichtbar. Das Bild besteht aus 13 cm breiten roten und 7 cm breiten weißen Streifen auf der 6 Meter hohen und 9 Meter breiten Gebäudefassade. Die Zwischenräume zwischen den Streifen sollen symbolisch für Lebensabschnitte wie Arbeit und Urlaub, Gesundheit und Krankheit stehen. Aus der Entfernung sorgen die Streifen für optische Täuschungen, so dass sie gleich breit erscheinen. Bei Sonnenschein und Wärme flimmert die Fläche aus der Distanz und erscheint als eine einheitliche Fläche in rosa Farbe.

### Malerei
Die zweidimensionalen Werke und die Malerei Jörg-Werner Schmidts sind von der Reduktion auf Farbe, Linie und Fläche gekennzeichnet. Dabei kamen ihm seine Erfahrungen mit dem Material der Holzlatte zugute. An geometrischen Elementen setzte er vor allem das Symbol des Kreuzes als Schnittpunkt von Flächen und Linien ein.

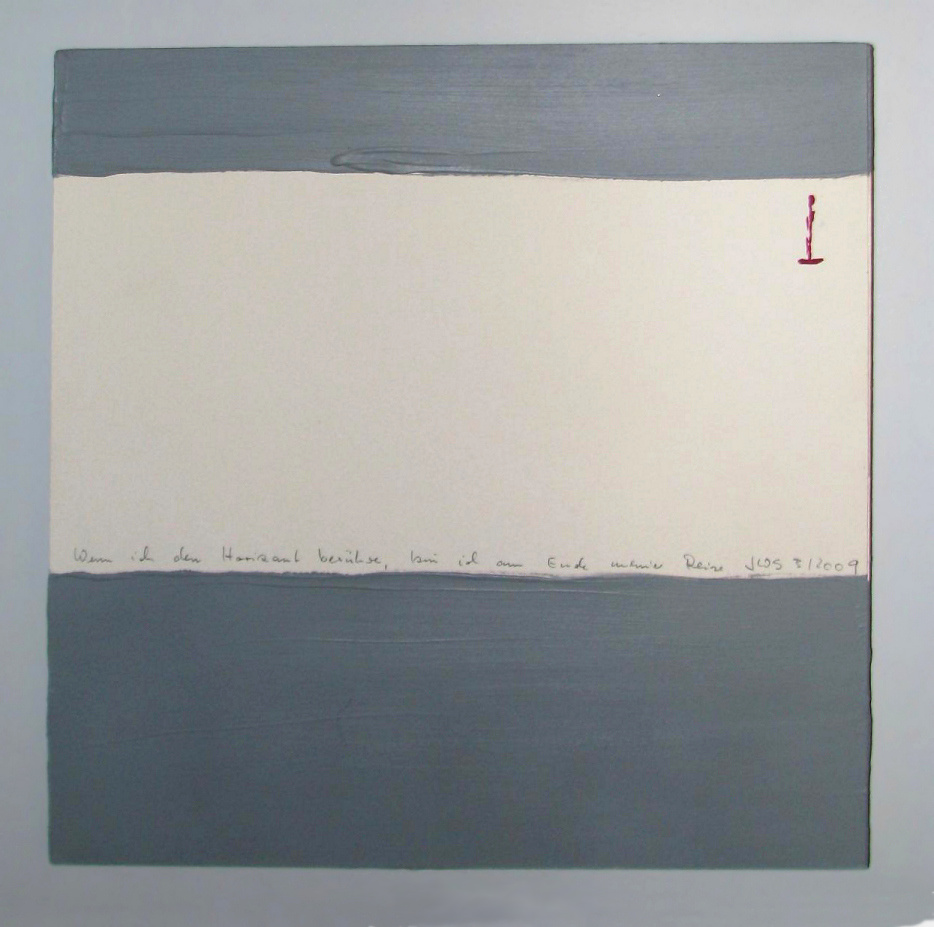
Gemälde Wenn ich den Horizont berühre, bin ich am Ende meiner Reise
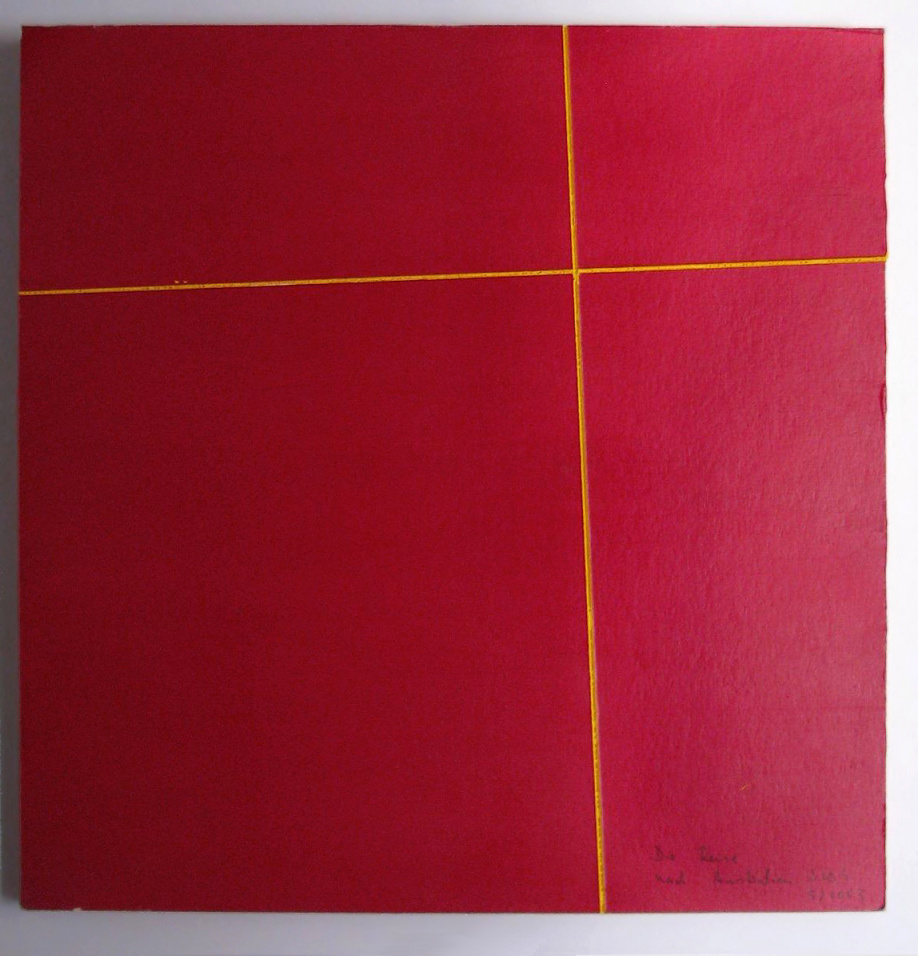
Gemälde  Eine Reise nach Australien
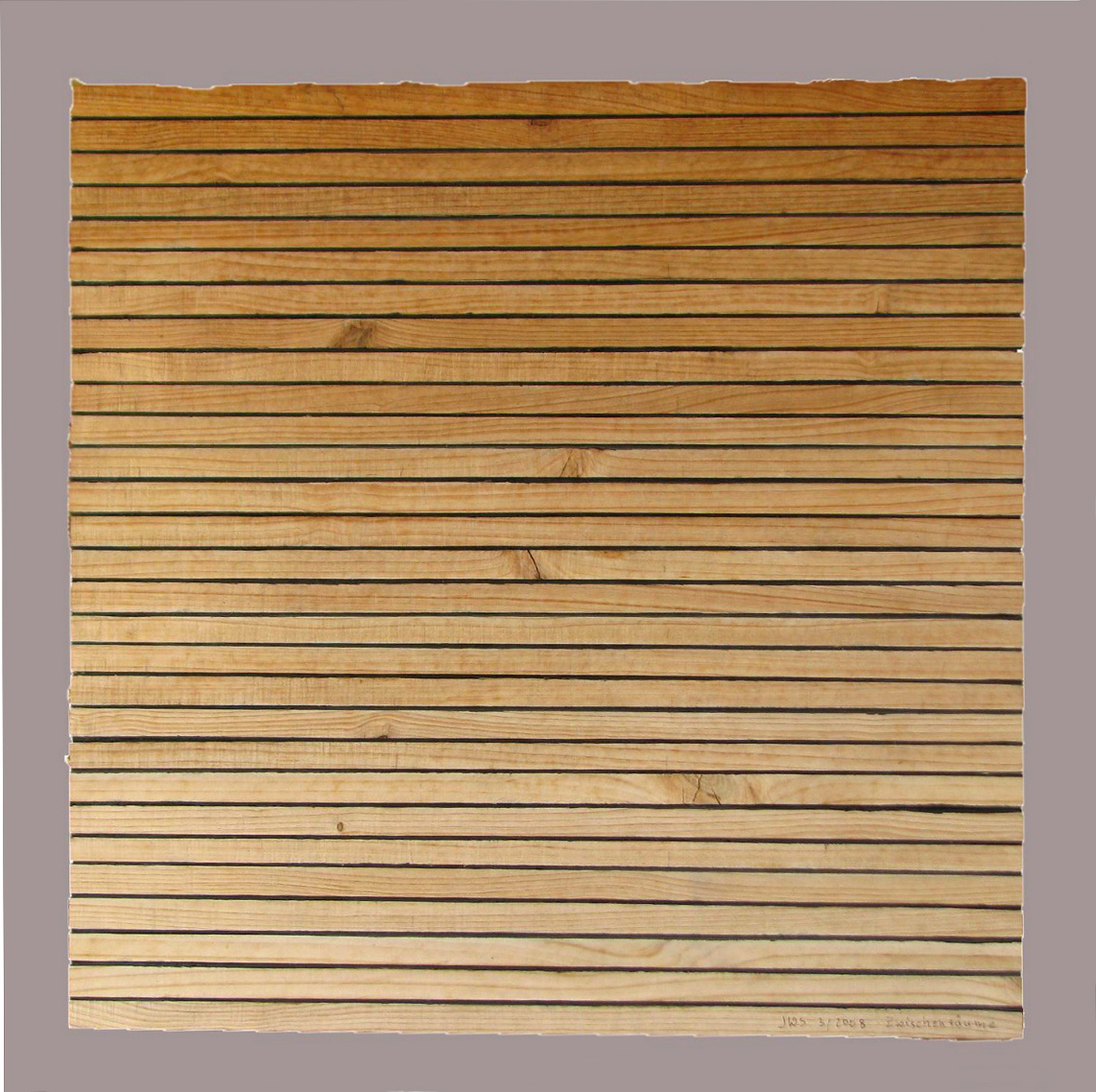
Zwischenräume als zweidimensionale Arbeit mit Latten

## Ausstellungen
- 1997 Jesteburg: Kunstwoche zum Thema Luxus, Installation von 25 offenen Kästen aus Dachlatten und zu einem Gehweg zusammengefügte Dachlatten sowie „Masken“ in Form von 6 Plastiken aus Dachlatten
- 1998 Schwerin: Installation Eine Gesellschaft mit 80 Lattenmenschen vor der Nord/LB
- 2000 Jesteburg: Kunstwoche zum Thema Romantik, Installation Romantische Gesellschaft mit 28 Lattenmenschen, die vom Dach des Gebäudes auf die Straße kommen.
- 2002 Hessiale in Gießen: Die Kraft von Symbolen mit einem Stuhlkreis und einem Labyrinth um einen Baum[2]
- 2003 Internationale Gartenbauausstellung in Rostock: Land-Art-Projekt „Don Quijote“
- 2005 Camp Reinsehlen: Zwischenräume als Bild am Transformatorenhaus
- 2005 St. Pauli Elbtunnel in Hamburg: Kunstinstallation meinungsbild – Ich vermisse in Deutschland … mit 101 Lattenmenschen
- 2006 3. Schweizerische Triennale der Skulptur in Bad Ragaz und Vaduz: Eine Stuhlreihe
- 2007 Camp Reinsehlen: Knickpyramide
- 2008 Internationale Skulpturen-Ausstellung in Cottesloe/Western Australia: Installation Gesellschaft mit Lattenmenschen[3]
- 2009 Internationale Skulpturen-Ausstellung am Strand von Aarhus: Installation Gesellschaft mit 77 Lattenmenschen[4]